# Niet voor het laatst (nummer)
Niet voor het laatst is een nummer van de Nederlandse zanger Rob de Nijs. Het nummer verscheen als de vijfde track van zijn gelijknamige album uit 2017.

## Achtergrond
Niet voor het laatst is geschreven door Belinda Meuldijk en Han Kooreneef en geproduceerd door Frank Jansen en De Nijs. Het was voor het eerst sinds hun scheiding in 2005 dat Meuldijk een nummer voor De Nijs schreef. Het nummer gaat over ouder worden; de verteller van het nummer wil graag terug gaan naar de tijd waarin hij nog jonger was. De Nijs omschreef het als een van zijn favoriete nummers op het album en vertelde erover: "Het gaat over afscheid, voorgoed. Ik hou ervan om het drama aan te raken, er niet omheen te lullen."
Niet voor het laatst werd niet uitgebracht als single, maar verkreeg landelijke bekendheid nadat De Nijs het in maart 2020 zong in het televisieprogramma De Wereld Draait Door, enkele maanden nadat hij bekend had gemaakt dat hij vanwege de ziekte van Parkinson zou stoppen met optreden. Na deze uitzending bereikten zowel het album als het nummer de eerste plaats in de hitlijsten van iTunes. Daarnaast was het op 21 november 2021 het laatste nummer dat hij zong tijdens zijn afscheidsoptreden in het Sportpaleis in Antwerpen. Mede vanwege de media-aandacht kwam het nummer in 2021 voor het eerst in de NPO Radio 2 Top 2000 terecht, waar het binnenkwam op plaats 1482.
Op 22 juni 2022 gaf De Nijs in de Ziggo Dome zijn laatste optreden. Als laatste nummer (de toegift) zong hij Niet voor het Laatst.

## Hitnoteringen

### NPO Radio 2 Top 2000
| Nummer met noteringen in de NPO Radio 2 Top 2000 | '21  | '22  | '23  | '24  |
| ------------------------------------------------ | ---- | ---- | ---- | ---- |
| Niet voor het laatst                             | 1482 | 1837 | 1405 | 1407 |

1. ↑  Een vetgedrukt getal geeft de hoogste notering aan.
2. ↑  2021 was het eerste jaar met een notering voor dit nummer.

### Evergreen Top 1000
| Evergreen Top 1000 "Niet voor het laatst" | Evergreen Top 1000 "Niet voor het laatst" | Evergreen Top 1000 "Niet voor het laatst" | Evergreen Top 1000 "Niet voor het laatst" | Evergreen Top 1000 "Niet voor het laatst" | Evergreen Top 1000 "Niet voor het laatst" | Evergreen Top 1000 "Niet voor het laatst" | Evergreen Top 1000 "Niet voor het laatst" | Evergreen Top 1000 "Niet voor het laatst" | Evergreen Top 1000 "Niet voor het laatst" | Evergreen Top 1000 "Niet voor het laatst" | Evergreen Top 1000 "Niet voor het laatst" | Evergreen Top 1000 "Niet voor het laatst" | Evergreen Top 1000 "Niet voor het laatst" | Evergreen Top 1000 "Niet voor het laatst" | Evergreen Top 1000 "Niet voor het laatst" | Evergreen Top 1000 "Niet voor het laatst" |
| Jaar                                      | 2008                                      | 2009                                      | 2010                                      | 2011                                      | 2012                                      | 2013                                      | 2014                                      | 2015                                      | 2016                                      | 2017                                      | 2018                                      | 2019                                      | 2020                                      | 2021                                      | 2022                                      | 2023                                      |
| ----------------------------------------- | ----------------------------------------- | ----------------------------------------- | ----------------------------------------- | ----------------------------------------- | ----------------------------------------- | ----------------------------------------- | ----------------------------------------- | ----------------------------------------- | ----------------------------------------- | ----------------------------------------- | ----------------------------------------- | ----------------------------------------- | ----------------------------------------- | ----------------------------------------- | ----------------------------------------- | ----------------------------------------- |
| Positie                                   | -                                         | -                                         | -                                         | -                                         | -                                         | -                                         | -                                         | -                                         | -                                         | -                                         | -                                         | -                                         | -                                         | -                                         | -                                         | 274                                       |